# Mnemosyne (Rossetti)
Pour les articles homonymes, voir Mnémosyne (homonymie).
Mnemosyne, aussi appelé Flambeau de la Mémoire et Ricordanza, est une huile sur toile de Dante Gabriel Rossetti débutée entre 1875 et 1876 et achevée en 1881. Jane Morris a été le modèle et Frederick Richards Leyland acquiert la peinture en 1881 et l'expose dans son atelier avec cinq autres « stupéfiants » tableaux de Rossetti. Au même moment, Dante Gabriel Rossetti, qui est un des fondateurs de la Confrérie des Préraphaélites, peint Astarte Syriaca, un immense tableau achevé en 1877 et où Jane Morris prend une pose très similaire.

## Histoire
Mnemosyne est d'abord une étude pour Astarte Syriaca, pour laquelle Jane Morris pose durant l'hiver 1875-1876, mais Dante Gabriel Rossetti retravaille la peinture a posteriori comme une image de Mnémosyne, la personnification grecque de la mémoire. Il écrit à sa mère, dans une lettre du 29 avril 1876, au sujet des deux peintures :
« "I have twice commenced the Venus Astarte subject. The second commencement is I believe quite a success for me—my best; and the heads are now all fully secured. I have lately been working up as a separate picture the principal head of the first commencement, which, though I was bent on doing it still better for the picture, is by no means a failure. I am making it into another design of head and hands only, to be called Memory, or La Ricordanza which word I suppose (though it might be rather obsolete) is as admissible Italian as ‘Rimembranza’." »
« J'ai commencé deux fois le sujet de Vénus Astarte. Le second commencement est, je crois, plutôt réussi pour moi – mon meilleur ; et les visages sont maintenant entièrement achevés. J'ai d'abord travaillé sur une étude séparée le visage principal du premier commencement, qui, bien que je me sois efforcé de le faire encore mieux pour le film, n'est en aucun cas un échec. J'en fais un autre dessin de tête et de mains seulement, qui s'appellera Memory, ou La Ricordanza, dont le mot, je suppose (bien qu'il puisse être un peu obsolète) est aussi admissible en italien que Rimembranza. »
Un mois plus tard, Dante Gabriel Rosseti envisage de commander un cadre pour le tableau et de le vendre à Clarence Fry qui décline l'offre. En juillet 1876, Frederick Richards Leyland propose à Dante Gabriel Rossetti 300 livres pour la peinture, bien qu'il sache que le tableau était trop grand pour son atelier. Dante Gabriel Rossetti travaille à nouveau sur la peinture en 1879 et ajuste le cadre en 1880, avant de livrer le tableau à Frederick Richards Leyland en 1881. C'est l'un des derniers tableaux complets de Dante Gabriel Rossetti.

## Analyse
Sur le cadre du tableau sont inscrits deux vers : 
« Thou fill'st from the winged chalice of the soul
Thy lamp, O Memory, fire-winged to its goal. »